# Bal Blomet
Le Bal Blomet (ex-Bal Nègre) est un célèbre ancien cabaret dansant afro-antillais et club de jazz du Paris des Années folles, créé en 1924 par Jean Rézard des Wouves au 33, rue Blomet dans le quartier Necker du 15e arrondissement de Paris, à l’ouest de Montparnasse. Le bâtiment qui l'abrite et qui a connu d'autres utilisations avant et après le Bal Nègre est début 2017 en cours de rénovation et reconstruction partielle, en vue de sa réouverture en tant que salle de concert de près de trois cents places ambitionnant de renouer avec l'esprit du Bal Nègre de la grande époque. Il porte désormais le nom de « bal de la rue Blomet ».

## Historique
Dans une ancienne ferme-grange de la fin du XVIIIe siècle, plus tard reconvertie en commerce de vins, Jean Rézard des Wouves, candidat martiniquais à la députation, installe en 1924 son quartier-général de campagne au 33, rue Blomet, dans le 15e arrondissement de Paris, dans l'arrière-salle de ce qui est alors un bar-tabac de quartier du Paris populaire et ouvrier. Pour attirer et retenir un maigre auditoire à ses meetings politiques, Jean Rézard, meilleur musicien qu'orateur, se met à la fin de ceux-ci au piano et joue avec grand succès la musique de ses origines antillaises.
Les réunions électorales de la rue Blomet se transforment donc de ce fait spontanément en soirées musicales et dansantes… qui deviennent permanentes. Plus doué pour le spectacle, Jean Rézard renonce à la politique et institue avec la bénédiction du propriétaire, un Auvergnat dénommé Jouve, un bal régulier (il était d'ailleurs souvent d'usage à l'époque pour les cafés qui disposaient de locaux suffisamment spacieux d'y accueillir des bals). Alexandre Jouve rebaptise son établissement « Le Bal Colonial », ouvert les mardis, jeudis, samedis et dimanches, fréquenté par la communauté des Antillais. Ceux-ci sont nombreux à s'être, entre autres emplois, fait embaucher dans les usines proches des constructeurs automobiles Citroën (à Javel) et Renault (à Billancourt).

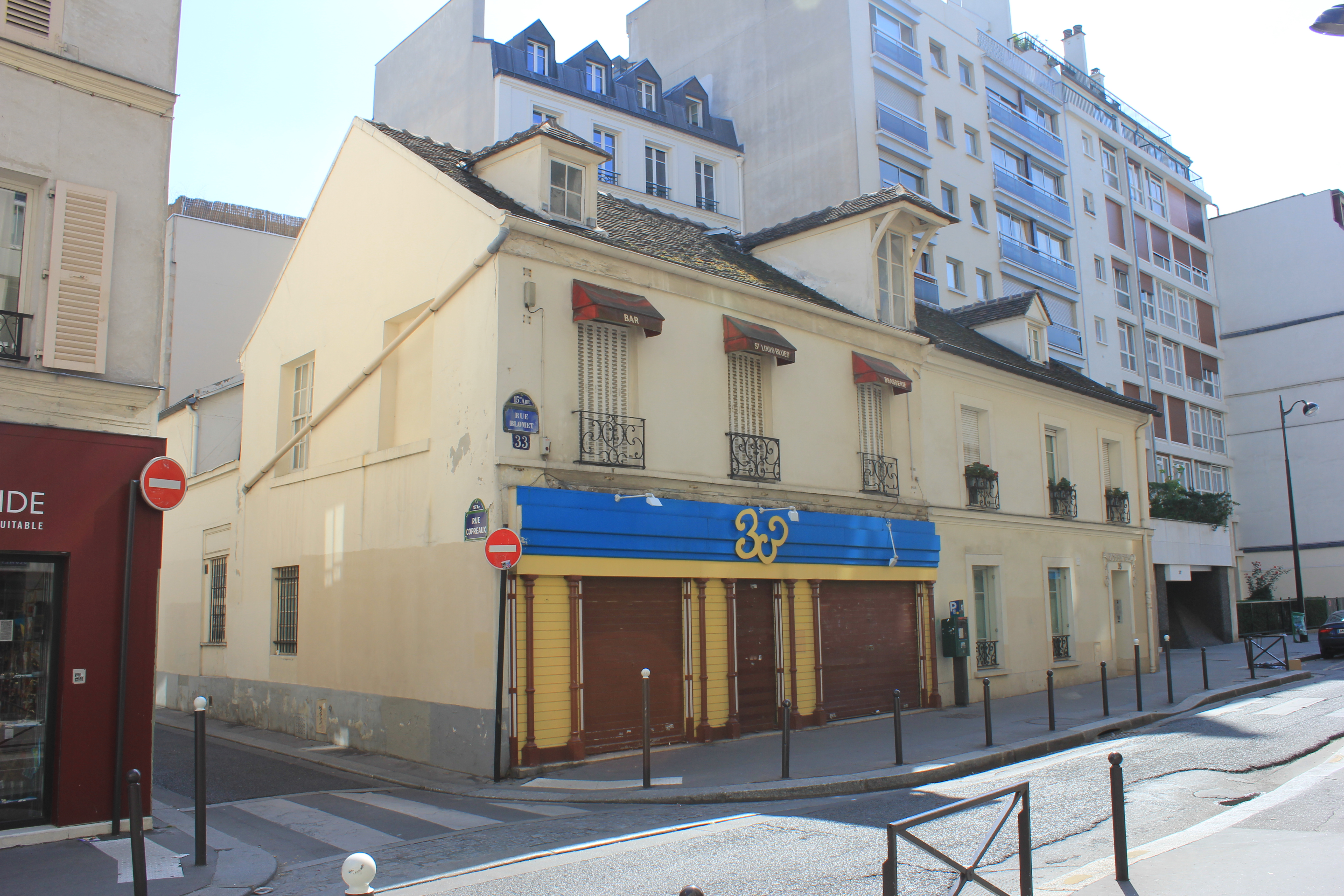
Le bâtiment avant la rénovation de 2017.

Dans le sillage de l'aventure artistique de La Ruche, toute proche, le Bal Nègre acquiert dans les années 1920, bien qu'un peu excentré par rapport au cœur de Montparnasse, une grande célébrité auprès de la bohème des « Montparnos », puis du Tout-Paris. La génération des Années folles est alors avide de distractions sur fond de musique et rêve d'un monde nouveau en réaction aux souffrances de la Grande Guerre. On se passionne frénétiquement pour les cultures inédites et les nouvelles esthétiques comme le surréalisme, dada, le jazz ou l'art nègre. Robert Desnos, qui habite quelques mètres plus loin dans les ateliers d'artistes du 45, rue Blomet, lui préfère le nom passé à la postérité de « Bal Nègre » et en assure la promotion dans un article publié dans le quotidien Comœdia : 

« Dans l’un des plus romantiques quartiers de Paris, où chaque porte cochère dissimule un jardin et des tonnelles, un bal oriental s’est installé. Un véritable bal nègre où tout est nègre, les musiciens comme les danseurs : et où l’on peut passer, le samedi et le dimanche une soirée très loin de l’atmosphère parisienne parmi les pétulantes Martiniquaises et les rêveuses Guadeloupéennes. C’est au 33 de la rue Blomet, dans une grande salle attenante au bureau de tabac Jouve, salle où, depuis bientôt un demi-siècle, les noces succèdent aux réunions électorales. »

« Cette période, raconte le violoniste-clarinettiste martiniquais Ernest Léardée (1896-1988), futur roi de la biguine qui succède à Jean Rézard, est probablement la plus folle que j'ai vécue. Ce bal était le point d'attraction de la capitale… et pas un étranger ne quittait Paris sans être venu passer au moins une soirée dans ce lieu inhabituel. »
C'est en effet par autocars entiers que les touristes affluent, obligeant Léardée et Jouve à instituer un véritable et incessant roulement entre les groupes de touristes et les attractions. L’adresse était devenue si célèbre à Paris qu’il suffisait de dire « 33… » au chauffeur de taxi pour qu’il ajoute « … rue Blomet ».

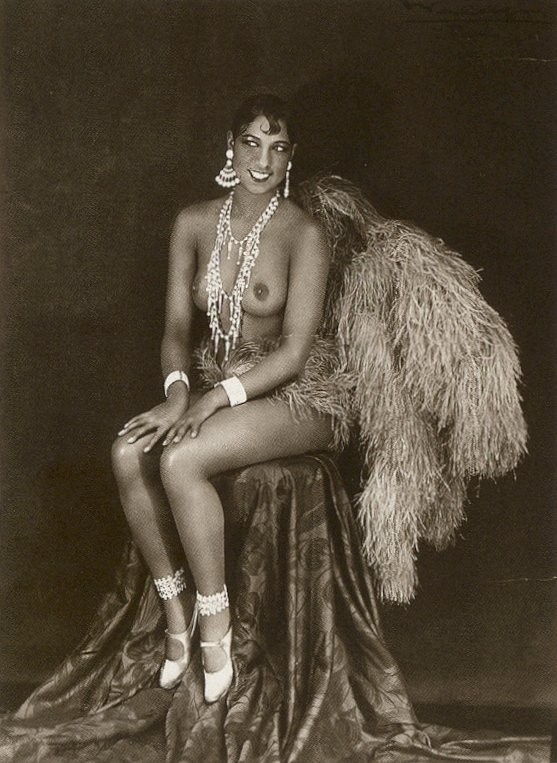
Portrait de Joséphine Baker en 1927 au moment où elle se produisait au Bal Nègre (cliché Waléry, Paris) ;
Joséphine Baker vue par l'affichiste par Jean Chassaing ;
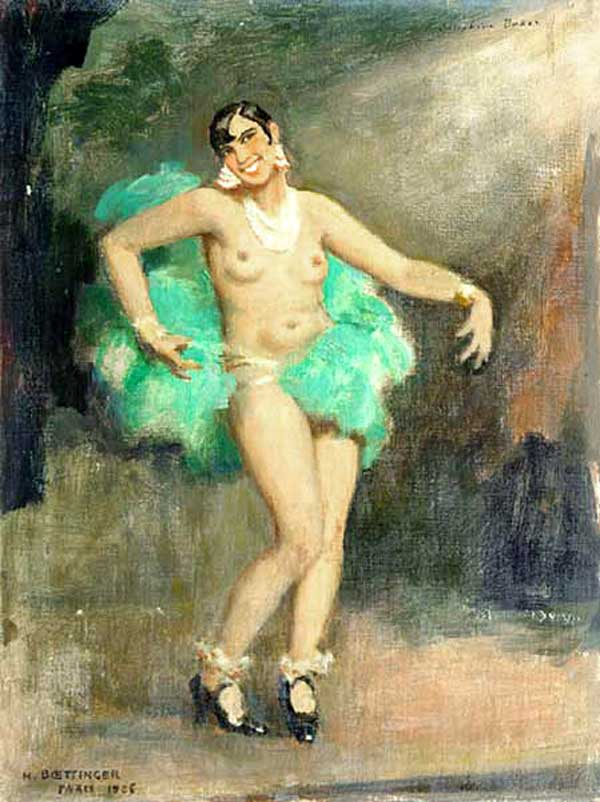
Portrait de Joséphine Baker par le peintre tchécoslovaque Hugo Boettinger en 1925.

Les artistes des Années folles fréquentent assidument le Bal Nègre pour jouir de l’ambiance exotique : on y croise Joséphine Baker, Maurice Chevalier, Mistinguett, Foujita, Kiki de Montparnasse accompagnée de Man Ray ou Alexander Calder. Les écrivains Henry Miller, Ernest Hemingway, Francis Scott Fitzgerald s'y retrouvent, de même que Jean Cocteau, Paul Morand ou Raymond Queneau. Les peintres Joan Miró, André Masson, Francis Picabia, Jules Pascin, Moise Kisling et Kees van Dongen accompagnent Robert Desnos et leurs amis surréalistes. Le prince de Galles, futur Édouard VIII, s'échappe d'une cérémonie officielle pour s'y encanailler et offre de généreux pourboires aux musiciens. La clarinette et le saxophone de Sidney Bechet retentissent dans la salle de bal qui accueille les personnalités qui feront plus tard la légende des cafés et des caves de Saint-Germain-des-Prés : Jean-Paul Sartre et Simone de Beauvoir, Boris Vian, Albert Camus, Jacques Prévert, Mouloudji. Maurice Merleau-Ponty y courtise Juliette Gréco.
Dans La Force de l’âge, autobiographie publiée en 1960, Simone de Beauvoir décrit ainsi les soirées : « Le dimanche soir, on délaissait les amères élégances du scepticisme, on s’exaltait sur la splendide animalité des Noirs de la rue Blomet. […] À cette époque [fin des années trente], très peu de Blanches se mêlaient à la foule noire ; moins encore se risquaient sur la piste : face aux souples Africains, aux Antillais frémissants, leur raideur était affligeante ; si elles tentaient de s’en départir, elles se mettaient à ressembler à des hystériques en transe. […] j'aimais regarder les danseurs ; je buvais du punch ; le bruit, la fumée, les vapeurs de l’alcool, les rythmes violents de l’orchestre m’engourdissaient ; à travers cette brume je voyais passer de beaux visages heureux. Mon cœur battait un peu plus vite quand explosait le quadrille final : dans le déchaînement des corps en fête, il me semblait toucher ma propre ardeur de vivre. »

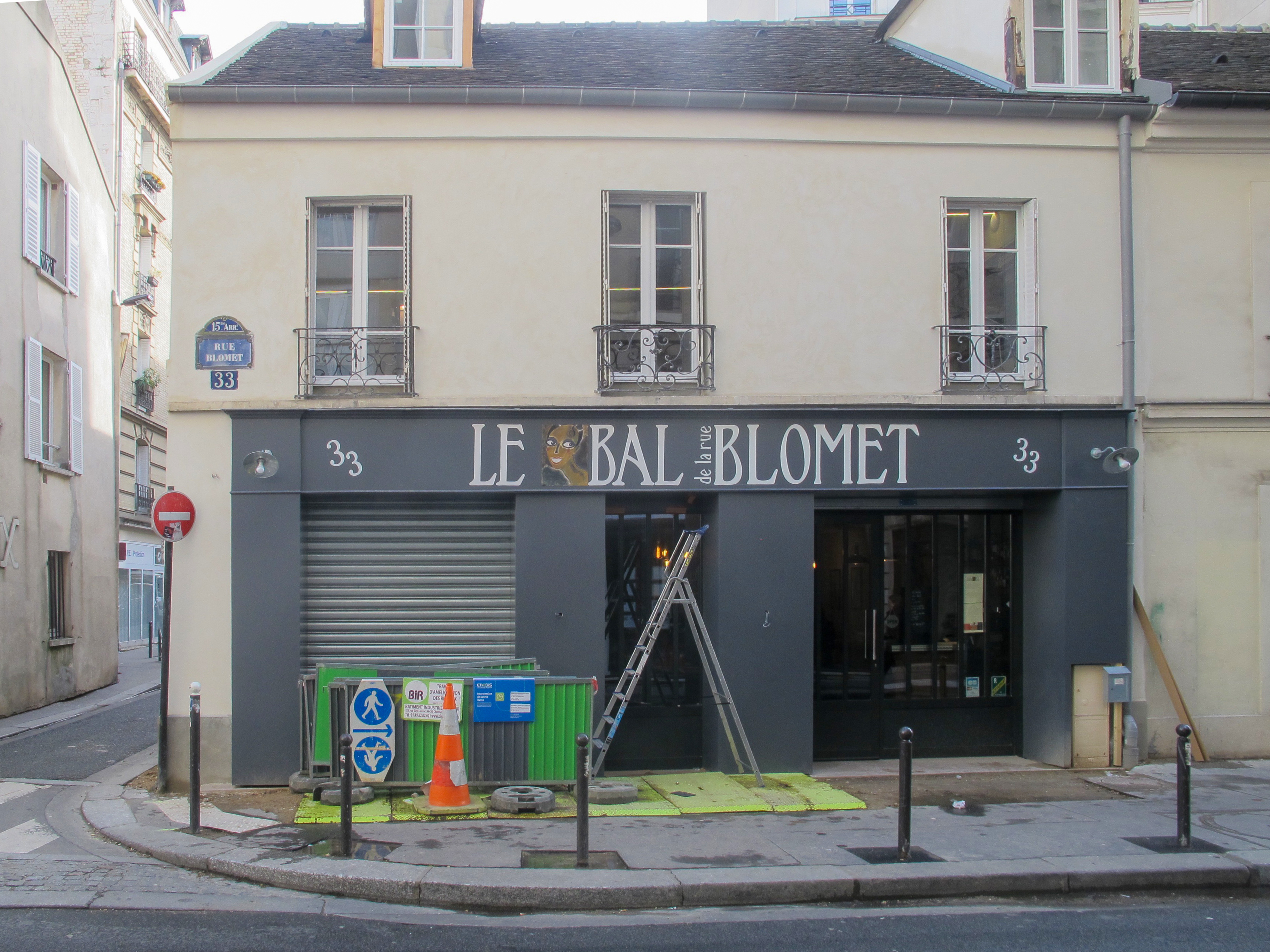
Le Bal de la rue Blomet en cours de finition, en février 2017.

En 1928, un célèbre fait-divers défraie la chronique. Jane Weiler, fille d'un riche industriel, tue son mari au retour d'une nuit qu'ils avaient passée à ce bal. La presse ne manque pas de s'emparer de cette affaire pour stigmatiser la vie de plaisir facile menée par les mondains et la haute société bourgeoise. Lors du procès de Mme Weiler, le journal Détective imprime la manchette suivante : « Du Bal Nègre aux assises ».
Lieu de fête sans fin, c’est au Bal Nègre qu’en 1929 est organisée la soirée mémorable de la « Fête Ubu » : « Là [au Bal Nègre], Montparnasse s'initiait à la biguine. Robert Desnos habitait la maison voisine. Un article dans Comœdia avait lancé cet établissement. Youki parut au Bal Ubu déguisée en reine, avec une robe à traîne et de longues nattes blondes. Kiki menait la danse, infatigable et débraillée. Le peintre Foujita était déguisé en fille publique. Un tonneau avait été mis en perce et le champagne se distribuait par bouteilles ; c'était au printemps 1929. »
Durant la Seconde Guerre mondiale, l’occupant interdit les activités du Bal Nègre, qui reprennent entre 1945 et 1962 avec d'autres orchestres, mais sans retrouver ni l’aura, ni le succès d’antan. Redevenu simple café jusqu'en 1989, cet établissement devient alors un club de jazz, sous le nom de « Saint-Louis Blues », puis ferme ses portes en 2006.
Le Bal Nègre a aussi inspiré de nombreux artistes, le peintre Kees Van Dongen (Joséphine Baker au Bal Nègre), Francis Picabia (Bal Nègre) ou les photographes Brassaï et Elliot Herwitt. Le cinéaste Jean Grémillon, dans son film La Petite Lise (1930), met en scène le Bal Nègre avec ses musiciens et ses danseurs dans leur propre rôle. En 1954, Jacques Becker y filme Jean Gabin et Jeanne Moreau dans Touchez pas au grisbi.

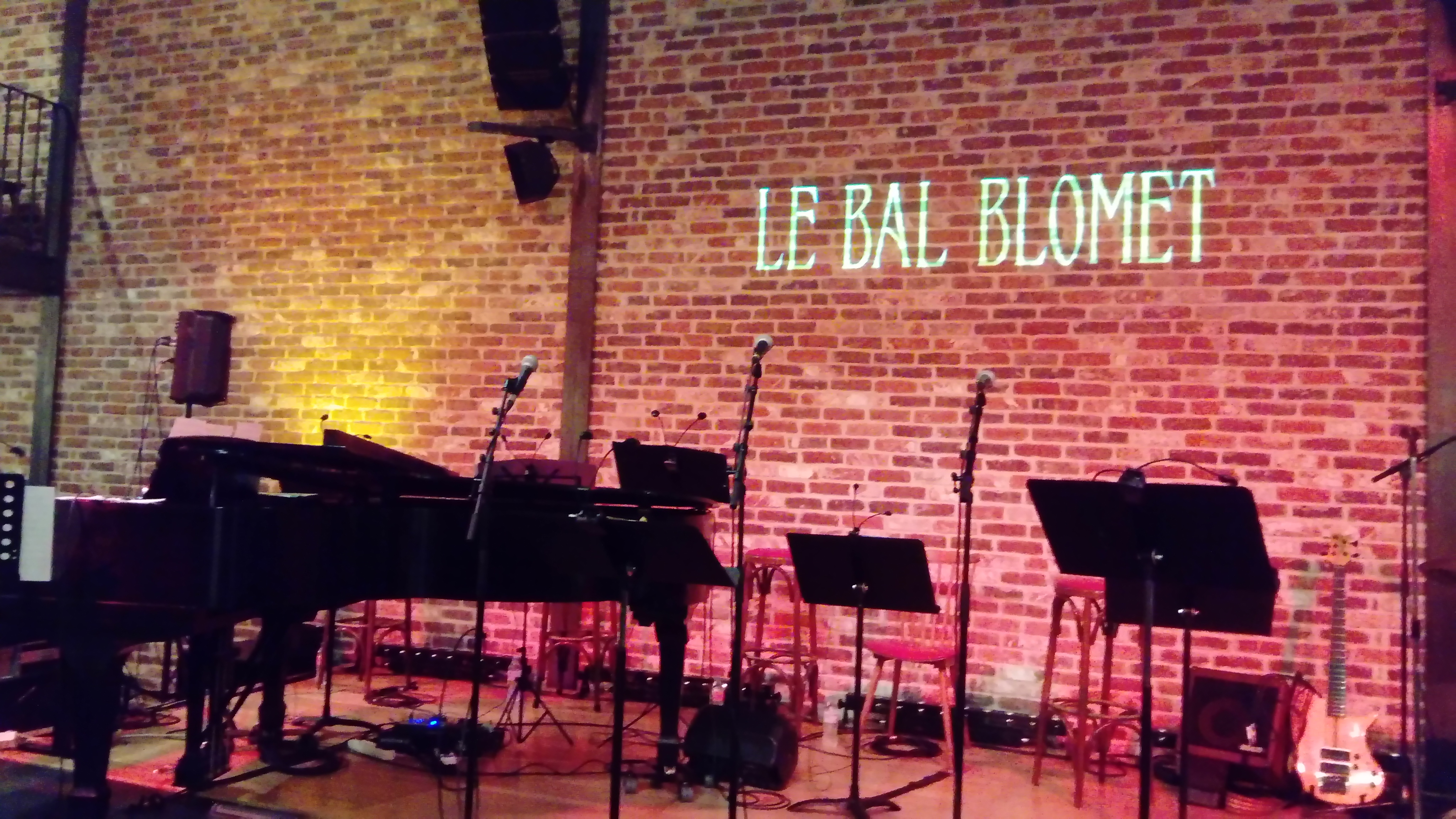
Intérieur de la salle Blomet un soir de concert.

Depuis 2015, un ambitieux projet de réhabilitation architecturale et mémorielle de ce lieu, qui a un temps été menacé de disparition, est en cours de réalisation. La conservation et la modernisation du corps de bâtiment contigu à la rue Blomet, s'accompagne de la destruction et la reconstruction-restitution de l'ancienne arrière-salle (le long de la rue Copreaux). Dans la nouvelle salle de concert qui doit être aménagée, il est prévu d'accueillir une programmation multiculturelle de musiques classique, jazz et afro-américaine. Tout ceci doit permettre au Bal Nègre de renaître et, selon les promoteurs de ce projet, retrouver l'esprit de sa grande époque.
En 2017, le projet de réouverture du lieu sous le nom de « Bal Nègre » fait l'objet de polémique. Le propriétaire adopte alors le nom d'origine « Le Bal de la rue Blomet » pour le nouveau lieu qui doit ouvrir en mars de cette même année.

### Médiagraphie
- « Juliette Greco évoque ses souvenirs du Bal Nègre » [vidéo], sur ina.fr, ORTF (émission Gros plan), 13 juillet 1962
- Jean-Paul Crespelle, La Vie quotidienne à Montparnasse à la grand époque : 1905-1930, Paris, Hachette, coll. « La vie quotidienne », 1976, 204 p. (ISBN 978-2-01-002080-3, OCLC 868599593)
- Valérie Bougault (L'aventure de l'art moderne de 1910 à 1940 à Montparnasse (ateliers, ses collectionneurs et ses fêtes)), Paris-Montparnasse : a l'heure de l'art moderne, 1910-1940 (Catalogue d'art), Paris, Terrail, 1997, 206 p. (ISBN 978-2-87939-110-6, OCLC 407117426)
- « Réouverture du bal Nègre » [vidéo], sur ina.fr, RFO (Journal Martinique Caraïbes 19h00), 14 septembre 2002